# Mycosphaerella psammae
Mycosphaerella psammae är en svampart som först beskrevs av O. Rostr., och fick sitt nu gällande namn av Lind 1913. Mycosphaerella psammae ingår i släktet Mycosphaerella och familjen Mycosphaerellaceae.   Inga underarter finns listade i Catalogue of Life.